# Stephan Pfürtner
Stephan Hubertus Pfürtner (* 23. November 1922 in Danzig; † 2. Juli 2012 in Marburg) war ein deutscher katholischer Moraltheologe und Sozialethiker.

## Leben
Stephan Pfürtner wuchs mit fünf Geschwistern als Sohn eines Typographen in Danzig auf. 1941 kam er als Medizinstudent und Angehöriger einer Sanitätskompanie der Wehrmacht nach Lübeck. Dort wurde er von den Nationalsozialisten verhaftet, weil er an einem Gesprächskreis des Lübecker Kaplans Johannes Prassek teilgenommen hatte. Man warf ihm vor, sich über Hermann Göring mokiert zu haben. Gemeinsam mit den weiteren Lübecker Märtyrern war er bis zum Lübecker Christenprozess inhaftiert und saß in Einzelhaft. Beim Volksgerichtshofsprozess setzte sich sein Kommandeur für ihn ein. Pfürtner wurde zu einer Haftstrafe von 6 Monaten verurteilt, die durch die Untersuchungshaft abgegolten war, weswegen er unmittelbar nach dem Prozess freigelassen wurde. Wenig später kam er wieder an die Front im Osten.
Nach dem Zweiten Weltkrieg trat Pfürtner 1945 der Ordensgemeinschaft der Dominikaner bei. Als Theologe lehrte er von 1966 bis 1974 an der Universität Freiburg (Schweiz) Moraltheologie. In seinem Buch „Kirche und Sexualität“ äußerte er sich 1972 kritisch zur Enzyklika Humanae vitae, mit der Papst Paul VI. 1968 die Anti-Baby-Pille und andere Verhütungsmethoden als verwerfliche Handlungen zur Verhinderung der Fortpflanzung beurteilte. 1972 sah im Nicht-Gelingen homosexueller Dauerbeziehungen ein Zeichen der emotionalen und generellen Lebensschwäche der Betreffenden. Nachdem er von der römischen Glaubenskongregation beschuldigt worden war, im Bereich der Sexualethik gegen die kirchliche Autorität verstoßen zu haben, folgte er der Aufforderung der Kirchenleitung und trat 1974 von seinem Lehrstuhl zurück. Er verließ den Dominikanerorden und heiratete 1974 die Ärztin Irmgard Bloos, mit der er zwei Kinder hatte.
Pfürtner lebte mit seiner Familie in Marburg, wo er von 1975 bis zu seiner Emeritierung 1988 einen Lehrstuhl für Sozialethik im Fachbereich Evangelische Theologie innehatte.

## Gerechter unter den Völkern
Pfürtner verhalf als Soldat im November 1944 drei Jüdinnen zur Flucht aus dem KZ Stutthof und verbarg eine von ihnen in seinem Danziger Elternhaus. Alle drei Frauen überlebten die Zeit des Nationalsozialismus, obwohl eine von ihnen noch einmal gefasst und ins KZ Theresienstadt gebracht wurde.

## Auszeichnungen
- 2003: Herbert-Haag-Preis
- 2007: Gerechter unter den Völkern

## Veröffentlichungen (Auswahl)
- Luther und Thomas im Gespräch. Unser Heil zwischen Gewissheit und Gefährdung. Kerle, Heidelberg 1961.
- Kirche und Sexualität. Rowohlt, Reinbek 1972, ISBN 3-499-68039-4; 2. Auflage ebenda 1973.
- Macht, Recht, Gewissen in Kirche und Gesellschaft. Benziger, Zürich 1972, ISBN 3-545-24038-X.
- Politik und Gewissen – Gewissen und Politik. Grundsätzliche Erwägungen zum Verhältnis von Ethik und Politik. Benziger, Zürich 1976, ISBN 3-545-24049-5.
- mit Werner Heierle: Einführung in die katholische Soziallehre. Wissenschaftliche Buchgesellschaft, Darmstadt 1980, ISBN 3-534-06687-1.
- (Hrsg.) Wider den Turmbau zu Babel. Disput mit Ivan Illich. Rowohlt, Reinbek 1985, ISBN 3-499-15640-7.
- mit Dieter Lührmann und Adolf Martin Ritter: Ethik in der europäischen Geschichte. 2 Bände. Kohlhammer, Stuttgart 1988.
  - Band 1: Antike und Mittelalter, ISBN 3-17-010308-3.
  - Band 2: Reformation und Neuzeit, ISBN 3-17-010315-6.
- Fundamentalismus. Die Flucht ins Radikale. Herder, Freiburg im Breisgau 1991, ISBN 3-451-04031-X.
- Sexualfeindschaft und Macht. Eine Streitschrift für verantwortete Freiheit in der Kirche. Grünewald, Mainz 1992, ISBN 3-7867-1650-1.
- (Mitautor) Abschottung statt Dialog? Das Lehramt der Kirche und die Moral. Edition Exodus, Luzern 1994, ISBN 3-905575-87-6.
- Nicht ohne Hoffnung. Erlebte Geschichte 1922 bis 1945. Kohlhammer, Stuttgart 2001, ISBN 3-17-017091-0.
- Komm, Heiliger Geist! Ökumenische Meditation zur Pfingstsequenz. Paulus, Fribourg 2004, ISBN 3-7228-0628-3.